# The Man Who Couldn't Beat God
The Man Who Couldn't Beat God è un film muto del 1915 diretto da Maurice Costello e Robert Gaillard.

## Produzione
Il film fu prodotto dalla Vitagraph Company of America.

## Distribuzione
Distribuito dalla V-L-S-E, il film - presentato da J. Stuart Blackton e Albert E. Smith - uscì nelle sale cinematografiche statunitensi il 18 ottobre 1915.
Non si conoscono copie ancora esistenti della pellicola che viene considerata presumibilmente perduta.